# Алопеция
Алопецията е заболяване, свързано със загуба на коса, най-често на скалпа.
Алопециите са група заболявания, които имат различна патогенеза и различни клинични прояви. Съществуват цикатрициални алопеции, дифузни алопеции, алопеция ареата (гнезден косопад), травматични алопеции, алопеции, предизвикани от медикаменти, алопеции, предизвикани от системни заболявания, и др. Общото между всички е загубата на окосмяване в различни зони, като опадането на косата може да бъде постоянно. Тази болест има лечение, което е само за хора с леко протичащи форми (с лека загуба на коса). Болестта най-често засяга млади хора под 25 години и деца.
В началните етапи на пациента се предписват съхраняващи техники - пълноценно и балансирано хранене, прием на витамини и минерали, активен начин на живот, а също и професионални лечебни средства за грижа и лечение на косата. По-късно при липсата на ефективност се прилагат лекарства, физиопроцедури, мезотерапия и дори хирургически метод на лечение. Най-радикалният начин за лечение на алопеция е присаждане на луковици или на парцел здрава тъкан, благодарение на които се нормализира растежът на косата в същото темпо.
В повечето случаи се появяват малки кръгли огнища на косопад с големината на монета. Често заболяването се ограничава до образуване на няколко огнища. При някои хора загубата на коса е по-обширна. В по-редки случаи заболяването прогресира и става причина за пълна загуба на косата (наричано alopecia areata totalis) или на окосмяването по главата, лицето и тялото (alopecia areata universalis).
Думата „алопеция “– гр. ἀλωπεκία идва от гръцката дума за „лисица“ – αλεπού, защото лисиците сменят козината си и имат плешиви петна през тези периоди.